# Канк про Землю
«Канк про Землю» (англ. Cunk on Earth) — британський псевдодокументальний телесеріал, створений Чарлі Брукером. У серіалі зіграла Даян Морґан у ролі Філомени Канк, погано поінформованої журналістки-розслідувача, персонажа, який раніше знімався в серіалах Чарлі Брукера Weekly Wipe і Канк про Британію. Серіал отримав схвалення критиків, і багато хто відзначив незворушну подачу Морґан. Прем'єра відбулася у Великій Британії на BBC Two 19 вересня 2022 року та вийшла в США на Netflix 31 січня 2023 року.
За роль у серіалі Морґан була номінована на премію Британської телевізійної академії за найкращу комедійну жіночу роль.
Українською мовою серіал озвучила студія «В одне рило».

## Сюжет
Філомена Канк (Даян Морґан) подорожує світом, беручи інтерв’ю у (справжніх) експертів, таких як Пол Бан, Мартін Кемп, Найджел Спайві та Ширлі Томпсон, про всесвітню історію. Серія представляє такі теми, як розвиток сільського господарства та рання цивілізація, підйом християнства та ісламу, епоха Відродження, промислова революція, Перша та Друга світові війни, холодна війна та космічні перегони. Дивлячись у майбутнє, Канк завершує серію спекулятивним коментарем щодо можливості захоплення світу ШІ.

## Епізоди
| № серії | Назва серії                             | Режисер(и)    | Оригінальна дата виходу |
| ------- | --------------------------------------- | ------------- | ----------------------- |
| 1       | «На початку»                            | Крістіан Вотт | 19 вересня 2022         |
| 2       | «Faith/Off»                             | Крістіан Вотт | 20 вересня 2022         |
| 3       | «The Renaissance Will Not Be Televised» | Крістіан Вотт | 20 вересня 2022         |
| 4       | «Повстання машин»                       | Крістіан Вотт | 20 вересня 2022         |
| 5       | «War(s) of the World(s)?»               | Крістіан Вотт | 20 вересня 2022         |

## Експерти
Протягом усього серіалу Даян Морґан у ролі Філомени Канк ставить абсурдистські запитання реальним історикам, археологам, теологам, композиторам та іншим фахівцям в індивідуальних інтерв’ю. Серед експертів:
- Джим Аль-Халілі
- Лаура Еш
- Пол Бан
- Кетлін Берк
- Гас Кейслі-Гейфорд
- Кейт Купер
- Патриція Фара
- Джонатан Фергюсон
- Ірвінг Фінкель
- Ешлі Джексон
- Мартін Кемп
- Браян Клаас
- Олександр Колковський
- Джон Ман
- Ану Оджха
- Елеонор Робсон
- Катріона Сет
- Найджел Спайві
- Ширлі Дж. Томпсон
- Джойс Тілдеслі

## Сприйняття
На агрегаторі рецензій Rotten Tomatoes рейтинг схвалення серіалу становить 100 % на основі 23 рецензій із середньою оцінкою 7,7/10. Критичний консенсус сайту гласить: «Даян Морґан вдає дурнуватість за допомогою геніального комедійного хронометражу «Канк про Землю», приголомшливій серії антропологічних документальних фільмів». Metacritic, який використовує середньозважену оцінку, присвоїв оцінку 82 зі 100 на основі 8 критиків, що вказує на «загальне визнання».
Девід Б'янкуллі з NPR дав позитивну рецензію серіалу, заявивши, що він має «культовий класичний потенціал». Репортер The Hollywood Reporter Деніел Фіенберг назвав серіал «послідовно кумедним, часто чудовим серіалом, який змішує високу та низьку комедію в шаленому темпі». Ребека Ніколсон з The Guardian високо оцінила гру Морґан, назвавши її героїню «настільки добре прописаною, що легко забути, що вона несправжня». Майкл Ідато з The Sydney Morning Herald описав шоу як «чудове, жорстоке та абсурдне».

## Знімання
Фільмування проходило наприкінці 2021 року. Серіал вийшов в ефір 19 вересня 2022 року у Великобританії (BBC Two) і вийшов на Netflix US 31 січня 2023 року.

## Нагороди та номінації
На церемонії вручення премії Британської телевізійної академії 2023 року Даян Морґан була номінована на найкращу жіночу комедійну роль за роль Філомени Канк.